# 1978 en Nouvelle-Écosse
Chronologie de la Nouvelle-Écosse
- 1974
- 1975
- 1976
- 1977
- 1978
- 1979
- 1980
- 1981
- 1982

Cette page concerne des événements d'actualité qui se sont produits durant l'année 1978 dans la province canadienne de la Nouvelle-Écosse.

## Politique
- Premier ministre : Gerald Regan puis John Buchanan
- Chef de l'Opposition :
- Lieutenant-gouverneur : Clarence L. Gosse puis John Elvin Shaffner
- Législature :